# Hounslow kerület
Hounslow kerület London nyugati részén fekvő kerülete.

## Fekvése
A szomszéd kerületei északnyugaton Hillingdon, északon Ealing, északkeleten Hammersmith and Fullham, délen Richmond.

## Története

### Nevének eredete
Hounslow kerület központjában a 13. században a Domesday Books összeállításának idején, már volt város. A mai név az akkori Houndeslawe névből eredeztethető, aminek a jelentése Hund hegye.

### Megalapítás és közlekedés
A kerületet 1965-ben Brentford and Chiswick, Feltham és Heston összevonásával hozták létre. Ezek a települések Middlesexhez tartoztak.
Londonnak ez a külső kerülete a Temze middlesexi parttjánál fekszik. Itt volt az első fontos megálló a Southamptonba, Bathbe, Bristolba és Exterbe közlekedő buszoknak. Innen indul az A30-as nagy délnyugati autóút, aminek a másik vége Penzance-ban, Cornwallban van. A jó közlekedési viszonyok miatt a város terjeszkedett Nyugat-Angliában, és sok fogadó nyílt ezen a környéken. Jópár, például a The Bell megőrizte nevét, de ma már teljesen máshol működik. Régen ez a fogadó jelezte a közlekedési útvonalak csomópontját. A Stains Roadon még ma is megtalálhatók a régen itt elhelyezett mérföldkövek, de nagy részét átszámozták az A 315-ös útnak megfelelően.
A 20. század-ban az egyre növekvő számú utazónak köszönhetően Hounslow egyre gyorsabban növekedett a század második felében. Ebben az időben mindenféleképpen belejátszott a növekedésébe a London-Heathrow-i repülőtér közelsége. A kerület és a repülés kapcsolata már a század elején is felfedezhető, mikor az itteni lapos terület megtetszett a repülőknek. A nagy nyugati út, ami az M4-es chiswicki részétől indul, egy időben a legnagyobb cégeknek adott helyet. Emellett telepedett le többek között a Firestone, a Gilette és a Coty. Ennek eredményeképpen a terület Aranybánya néven vált ismertté. Bár több cég már elköltözött, még mai is dolgoznak itt híres gyárak.

## Népessége
A kerület népessége a korábbiakban az alábbi módon alakult:
| Lakosok száma | 259 100 | 268 800 | 270 782 | 290 488 |
|               | 2012    | 2015    | 2018    | 2022    |

## Körzetek
- Brentford
- Chiswick
- Cranford
- East Bedfont
- Feltham
- Grove Park
- Gunnersbury
- Hanworth
- Hatton
- Heston
- Hounslow
- Hounslow West
- Isleworth
- Lampton
- Lower Feltham
- North Hyde
- Osterley
- Spring Grove
- Woodlands

Hounslow különböző választási kerületei fel vannak osztva öt nagyobb területre, aminek saját kormányzási joga van. Ezek:
- Chiswick
  - Chiswick Homefields
  - Chiswick Riverside
  - Turnham Green
- Central Hounslow
  - Hounslow Central
  - Hounslow Heath
  - Hounslow South
  - Hounslow West
- Isleworth and Brentford
  - Brentford
  - Isleworth
  - Osterley and Spring Grove
  - Syon
- Heston and Cranford
  - Cranford
  - Heston East
  - Heston Central
  - Heston West
- West
  - Bedfont
  - Feltham North
  - Feltham West
  - Hanworth Park
  - Hanworth

## Híres emberek
- Ant és Dec: televíziós bemondók, Chiswickben laknak.
- Guinder Chadha: filmrendező és forgatókönyv-író.
- Phil Collins: a Genesis régi dobosa és énekese. Chiswickben született és tanult.
- William Hogarth: 18. századi művész.
- Patsy Kensit:  színésznő, Hounslowban nőtt fel.
- Rula Lesnka: színésznő, Hounslowban lakik.
- Helen Mirren: színésznő, Chiswickben született.
- Jimmy Page: a Led Zeppelinrock együttes gitárosa, Hestonban született.
- Mathew Webb kapitány: az első ember, aki átúszta Az English Channelt[2][3], 1880 és 1883-as halála között East Bedfontban lakott.

## Híres cégek
A kerületben található Aranybánya ad otthont többek között a GlaxoSmithKline központjának és a British Sky Broadcasting studiókomplexumának.

## Parkok
néhány nagyobb park Hounslow-ban:
- Inwood Park[4]
- Lampton Park [5]
- Park [6]
- Thornbury Park [7]
- Kingsley Avenue Park[8]
- Lampton Park community Gardens [9]
- Beaversfield Park [10]